# Giudice Turpin
Il giudice Turpin, noto anche come Lord Turpin, è un personaggio immaginario che appare come principale antagonista del musical Sweeney Todd: The Demon Barber of Fleet Street di Stephen Sondheim. 
Il giudice Turpin non esisteva nelle prime versioni di Sweeney Todd. Un personaggio con quel nome è apparso nel romanzo "The String of Pearls", ma era un potenziale corteggiatore più anziano di Johanna Oakley senza alcun legame personale con Sweeney Todd. Fu solo quando il drammaturgo Christopher Bond scrisse la sua opera teatrale del 1973 che il personaggio del giudice Turpin emerse come viene spesso rappresentato. 

## Il personaggio
È raffigurato come un giudice crudele, corrotto, perverso, manipolatore, educato e sofisticato che, invaghitosi di Lucy Barker, fa arrestare suo marito Benjamin con false accuse e lo spedisce in una colonia penale in Australia. Lucy diventa una reclusa, rifiutandosi di lasciare la sua casa, e rifiuta le continue avances di Turpin, che infine si infuria ed escogita un subdolo piano: egli manda il suo scagnozzo, il messo Bamford, dalla donna per dirle che, pentitosi del misfatto, avrebbe liberato Benjamin Barker, ma nella casa del giudice era in corso un ballo in maschera. Lucy, in questa occasione, fu stuprata dal giudice, sotto gli occhi indifferenti dei presenti, che la ritengono una pazza e lei rimane così sconvolta che tenta di uccidersi bevendo veleno. Sopravvive ma impazzisce, costretta a mendicare per vivere in strada. Poi Turpin adotta la figlia neonata dei Barker, Johanna, e la cresce come sua pupilla, tenendola rinchiusa lontana dal mondo e spiandola attraverso uno spioncino. Quando Johanna compie sedici anni, Turpin le chiede la mano in matrimonio. Quando ella rifiuta la proposta il giudice si infuria e, quando sorprende Anthony Hope a guardare Johanna, lo fa picchiare e minaccia di ucciderlo se mai ritorna.
Su consiglio del messo Bamford, accetta di farsi la barba da Sweeney Todd, un magistrale barbiere che opera in Fleet Street, per conquistare Johanna, ignaro che Todd è in realtà Benjamin Barker, tornato dall'Australia e in cerca di vendetta. Todd sta per sgozzare Turpin quando viene interrotto da Hope, dicendogli che fuggirà con Johanna per sposarsi. Il giudice, nuovamente infuriato, torna prontamente a casa e rinchiude Johanna in un manicomio, da dove Anthony la farà evadere.
Poi Todd invia a Turpin una lettera in cui afferma che Johanna si è pentita, poiché Anthony porterà Johanna nel suo negozio. Seguendo le indicazioni della lettera, torna alla bottega di Todd, dove viene convinto a farsi radere la barba di nuovo da Todd. Alla fine Turpin realizza la vera identità di Todd, che gli taglia la gola e lo lascia cadere nella botola che conduce al seminterrato dell'amante e complice di Todd, Mrs. Lovett, dove muore dissanguato.

## Canzoni
- The Ballad of Sweeney Todd (con la compagnia)
- Ladies (con il messo)
- Johanna/Mea culpa
- Pretty Women (con Todd)
- Judge's return (con Todd, Anthony, Johanna, Lucy Barker
- The Ballad of Sweeney Todd - Epilogue (con la compagnia)

## Interpreti
Tra gli attori e cantanti che si sono cimentati in questo ruolo troviamo:
- Edmund Lyndeck, nel debutto del 1979
- Alan Rickman, nel musical del 2007 Sweeney Todd - Il diabolico barbiere di Fleet Street[1]
- Timothy Nolen nel 2001.
- Mark Jacoby nella versione di Broadway del 2005 con Patti LuPone
- Austin Kent nella produzione londinese del 1980
- Denis Quilley nella nuova versione del musical a Londra